# Martin Harníček
Martin Harníček (* 27. března 1952 Praha) je český spisovatel. V 70. letech byl představitelem protikomunistické opozice a undergroundu, kam vnášel prvky sci-fi, či přesněji antiutopický žánr. Po své emigraci se literárně odmlčel, vrátil se až společenskou prózou Sametový geroj z roku 2002.
Po základní škole byl zřízencem v psychiatrické léčebně v Bohnicích. Poté vystudoval střední zdravotní školu, maturitu na ní získal v roce 1970. Pak pracoval jako nemocniční ošetřovatel. V roce 1975 začal publikovat v samizdatu (edice Popelnice). Poté se stal signatářem Charty 77. V roce 1983 emigroval do Západního Německa. Usadil se v Haaru u Mnichova, kde pracoval opět jako nemocniční ošetřovatel. Později se začal věnovat psychoterapii přestárlých.
K jeho nejvýznamnějším prózám patří Maso. Původně vyšla v exilovém nakladatelství Sixty-Eight Publishers v roce 1981. Nabízí antiutopii zpracovávající nejen téma totalitní společnosti, ale i hrozby přelidnění planety, jež vede k naprostému rozvratu společnosti a kanibalismu. Polistopadová próza Sametový geroj vykresluje osud normalizačního kariéristy a konfidenta StB, který po sametové revoluci zjišťuje, že sítě, do nichž se zapletl v komunistické společnosti, ho nepustí ze svých spárů ani po pádu komunismu.